# Glen Orchy
Glen Orchy (gaelico scozzese:Gleann Urchaidh) è una lunga valle nell'Argyll e Bute, in Scozia. 

## Descrizione
La vallata scorre verso sud-ovest dal Bridge of Orchy (ponte dell'Orchy) (56°30′52.46″N 4°45′56.54″W) fino a Inverlochy (56°24′27.02″N 4°55′35.6″W) seguendo il fiume Orchy.
Uno dei più conosciuti abitanti della valle fu Duncan Ban MacIntyre. È anche il nome della locale squadra di Shinty, che richiama i giocatori da tutte le comunità della valle. Il club attualmente gestisce due squadre.
La città neozelandese di Glenorchy trae probabilmente il nome dal Glen Orchy.